# Игуманија Матрона (Николић)
Матрона Николић  (Београд, 20. новембар 1978) српска је монахиња и игуманија Манастира Бјелошевићи.

## Биографија
Игуманија Матрона (Николић) рођена је 20. новембара 1978. године у Београду, где је завршила Филозофски факултет.
Замонашена је 22. августа 2009. године у Манастиру Бјелошевићи код Кртола од стране митрополита црногорско-приморског Амфилохија Радовића добивши монашко име Матрона. За игуманију Манастира Бјелошевићи постављена је 11. јуна 2012. године.